# Доржиева, Цырен-Дулма Лубцановна
Цыре́н-Дулма́ Лубса́новна Доржи́ева (1924 — 26 марта 1945) — участница Великой Отечественной войны, снайпер 714-го стрелкового полка Таманской дивизии. Кавалер Ордена Отечественной войны II степени (посмертно).

## Биография
Родилась в 1924 году в местности Зун-Тамча Тамчинского сельсовета Бурят-Монгольской АССР (территория современного села Ехэ-Цаган Селенгинского района Бурятии).
28 марта 1944 года добровольцем пошла на фронт. Была направлена на учёбу в Центральную женскую школу снайперской подготовки (ЦЖШСП) в городе Подольске. Учёба в школе продолжалась 8 месяцев. Выпускные экзамены Цырен-Дулма сдала на «отлично», и ей было присвоено воинское звание младшего сержанта.
В начале 1945 года Доржиева была отправлена на 1-й Украинский фронт. Там её определили в 714-го стрелковый полк 395-й стрелковой Краснознамённой ордена Суворова Таманской дивизии. Погибла 26 марта 1945 года в Верхней Силезии, Польша. В наградном листе написано, что 26 марта «товарищ Доржиева метким снайперским огнём уничтожила 5 немецких солдат, продолжая выполнять свою боевую задачу, была убита пулей фашистского снайпера».

## Награждение
Командир 714-го стрелкового полка Тихомиров 29 марта 1945 года представил младшего сержанта Цырен-Дулму Доржиеву «за мужество и боевые подвиги» к награждению посмертно орденом Отечественной войны I степени. Однако позже, командир 395-й стрелковой дивизии, гвардии полковник Фёдор Афанасьев, и командир 24-го стрелкового корпуса, генерал-майор Дмитрий Онуприенко, приняли решение наградить её орденом Отечественной войны II степени. Приказ датирован 15 апреля 1945 года.
Более 70 лет родные и близкие Цырен-Дулмы не знали, что она за свой подвиг была награждена орденом. В 2016 году журналист газеты «Буряад Унэн» Баясхалан Дабаин обнаружил в архиве Министерства обороны РФ наградной лист Цырен-Дулмы Доржиевой.
10 апреля 2018 года Председатель Народного Хурала Бурятии Цырен-Даши Доржиев встретился с родными Цырен-Дулмы Доржиевой и вручил им копию наградного листа.